# Bronisław Dembiński
Bronisław Dembiński (ur. 14 sierpnia 1858 w Małej Komorzy, zm. 23 listopada 1939 w Poznaniu) – polski historyk, profesor uniwersytetów Lwowskiego, Warszawskiego i Poznańskiego, rektor Uniwersytetu Lwowskiego, działacz państwowy.

## Życiorys

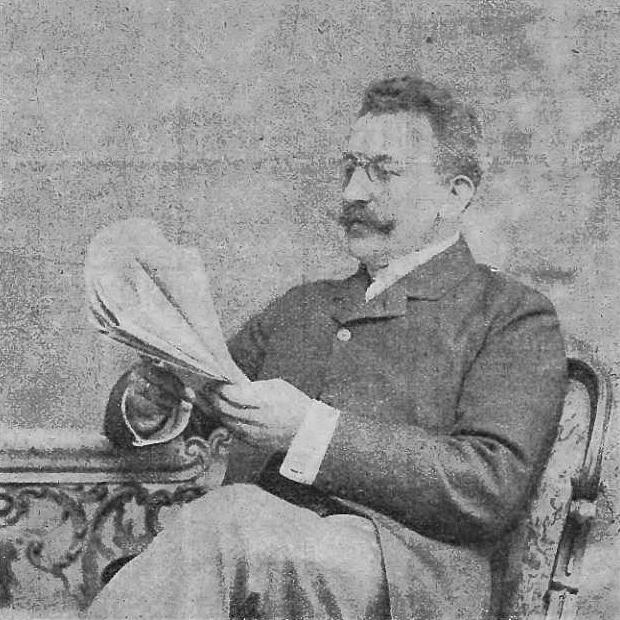
Bronisław Dembiński (ok. 1907)

Był synem zamożnego ziemianina Teodora (h. Rawicz) i Nepomuceny z Jasińskich. Kształcił się w gimnazjum w Chojnicach i gimnazjum Marii Magdaleny w Poznaniu (do 1878, m.in. pod kierunkiem Kazimierza Jarochowskiego), następnie studiował historię na uniwersytecie w Berlinie i Wrocławiu. Pod opieką Jacoba Caro przygotował pracę doktorską Die Beschickung des Tridentinums durch Polen und die Frage vom Nationalconcil, obronioną na Uniwersytecie Wrocławskim w 1883. Lata 1885–1886 spędził w Rzymie na badaniach archiwalnych. W 1886 obronił pracę habilitacyjną Wybór Piusa IV (opiekunem przewodu habilitacyjnego był Stanisław Smolka) i został docentem w Katedrze Historii Powszechnej Uniwersytetu Jagiellońskiego. W 1892 został profesorem nadzwyczajnym Uniwersytetu Lwowskiego; dzięki poparciu Michała Bobrzyńskiego objął Katedrę Historii Powszechnej oraz dyrekcję Seminarium Historycznego. Prowadził wykłady z dziejów papiestwa XVI i XVII wieku, historii Europy XVI i XVII wieku oraz stosunków międzynarodowych Polski. W 1897 mianowany profesorem zwyczajnym, pełnił funkcje dziekana Wydziału Filozoficznego (1898/1899), rektora (1907/1908), prorektora (1908/1909). Prowadził polemiki naukowe z Szymonem Askenazym; znany był z używania w dyskusjach naukowych argumentów osobistych, a w przypadku Askenazego zablokował jego kandydaturę na objęcie Katedry Historii Nowożytnej Polski (1907). Brał udział w pracach Komisji Egzaminacyjnej dla nauczycieli szkół gimnazjalnych i realnych we Lwowie. Należał do założycieli Towarzystwa dla Popierania Nauki Polskiej we Lwowie.
W 1916 przeniósł się na Uniwersytet Warszawski, gdzie przez trzy lata kierował Katedrą Nowożytnej Historii Polski i Powszechnej. Był pracownikiem Rady Departamentu Spraw Politycznych Tymczasowej Rady Stanu. W latach 1919–1922 sprawował mandat posła do Sejmu Ustawodawczego, członek Klubu Pracy Konstytucyjnej; wcześniej był już posłem na sejm w Wiedniu (1914–1918). Był także dyrektorem Departamentu Wyznań w randze podsekretarza stanu (wiceministra) w Ministerstwie Wyznań Religijnych i Oświecenia Publicznego (1918–1920); wcześniej przez dwa tygodnie był ministrem wyznań religijnych i oświecenia publicznego w prowizorium rządowym Władysława Wróblewskiego przy Radzie Regencyjnej. Reprezentował stronę polską (wraz z Janem Łukasiewiczem i Stefanem Ehrenkreutzem) w komisji dwustronnej, negocjującej w czerwcu i we wrześniu 1918 r. przejęcie akt dotyczących ziem polskich (w tym tzw. akt popruskich) od niemieckich instytucji archiwalnych. Stał na czele polskiej grupy Unii Międzyparlamentarnej (1919–1930) i Międzynarodowej Unii Stowarzyszeń Ligi Narodów (1927). W 1923 został profesorem Uniwersytetu Poznańskiego i kierownikiem Katedry Historii Powszechnej – drugiej takiej na Wydziale Humanistycznym UP, gdyż pierwszą prowadził już Adam Skałkowski wobec rezygnacji Dembińskiego w 1919 r. z jej objęcia, tłumaczonej wtedy obowiązkami poselskimi i ministerialnymi. Przeszedł na emeryturę w 1933, ale współpracował z uczelnią w kolejnych latach.
Członek Towarzystwa Historycznego we Lwowie. W 1900 został członkiem korespondentem, a w 1917 członkiem czynnym AU (późniejsza PAU); był także członkiem czynnym (1918) i członkiem zwyczajnym (1929) Towarzystwa Naukowego Warszawskiego. Od 1887 członek korespondent, a w latach 1923–1939 prezes Poznańskiego Towarzystwa Przyjaciół Nauk; w 1932 nadano mu członkostwo honorowe. W 1921 został członkiem czynnym Towarzystwa Naukowego we Lwowie, był ponadto członkiem honorowym Towarzystwa Naukowego w Toruniu. Uniwersytet w Oxfordzie (1930) i Uniwersytet Warszawski (1933) nadały mu doktoraty honoris causa. W 1933 Uniwersytet Poznański wydał Medal ku Czci Br. Dembińskiego, a w 1934 r. nadał mu godność profesora honorowego. Dembiński brał aktywny udział w pracach III Zjazdu Historyków Polskich w Krakowie (1900) oraz Międzynarodowych Zjazdów Historyków w Rzymie (1903), Brukseli (1923), Oslo (1928), Warszawie (1933) i Zurychu (1938). Był wieloletnim działaczem środowiska katolickiego, przewodniczył Kongresowi Eucharystycznemu w Poznaniu, a pod koniec lat 20. został tercjarzem zakonu franciszkańskiego. Po zajęciu Poznania przez Niemców w 1939 zgłosił się do zastąpienia Zygmunta Wojciechowskiego (profesora historii Uniwersytetu Poznańskiego), aresztowanego jako zakładnika; Wojciechowski nie przyjął tej propozycji. Wkrótce potem Dembiński zmarł w zamienionym na szpital klasztorze sióstr elżbietanek w Poznaniu, tknięty paraliżem.
W pracy naukowej zajmował się historią nowożytną papiestwa, historią dyplomatyki nowożytnej, metodologią historii, dziejami europejskiego parlamentaryzmu oraz historią Polski XVIII wieku. Badał m.in. stanowisko Kurii Rzymskiej wobec Polski w okresie soboru trydenckiego; analizował przebieg konklawe po śmierci Pawła IV (1559). Zajmował się misją dyplomatyczną Wasyla Kapnisty, poszukującego w Niemczech pomocy dla wyzwolenia Ukrainy spod władzy rosyjskiej. Wiele uwagi poświęcił królowi Stanisławowi Augustowi Poniatowskiemu, badał jego życie i działalność, a także życie m.in. carycy Katarzyny II, Ignacego Potockiego, Scipione Piattolego, Feliksa Oraczewskiego (posła polskiego w Paryżu w latach 1791–1792). Przygotował do wydania m.in. Korespondencję Stanisława Augusta z księciem Józefem Poniatowskim (1904). Dokonał badań porównawczych nad upadkiem państw europejskich, m.in. Polski i Włoch; postawił tezę, że przyczyną upadku były przerost parlamentaryzmu i rządy oligarchii. Wskazał również ogólnodziejowe epoki przełomowe czasów nowożytnych; były to jego zdaniem reformacja i kontrreformacja oraz rewolucja francuska i upadek Rzeczypospolitej. Zajmował się ponadto hołdem pruskim oraz dorobkiem naukowym Michała Bobrzyńskiego.
Został pochowany na cmentarzu Górczyńskim w Poznaniu (kwatera VPe-2-21).

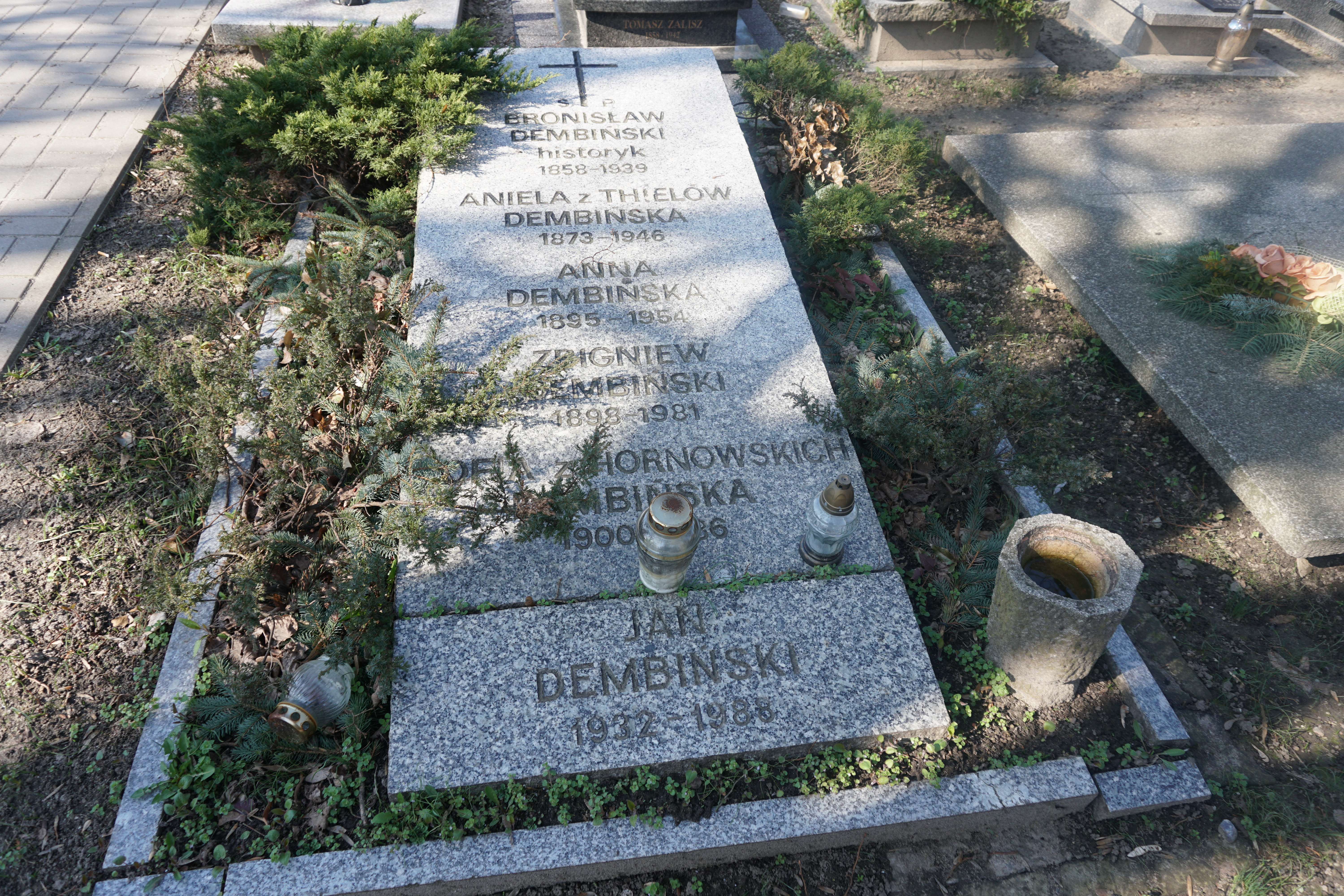
Grób Bronisława i Zbigniewa Dembińskich na cmentarzu Górczyńskim

Jego synem był Zbigniew Dembiński, działacz narodowy i poseł na Sejm.

## Ordery i odznaczenia
- Krzyż Komandorski z Gwiazdą Orderu Odrodzenia Polski (11 listopada 1936)[9]
- Krzyż Komandorski Orderu Odrodzenia Polski (2 maja 1923)[10][11]
- Komandor Orderu Lwa Białego (Czechosłowacja)
- Order Św. Grzegorza (Stolica Apostolska)
- Oficer Orderu Legii Honorowej (Francja)
- Złoty Medal Alliance Française (Francja)

## Publikacje
- Nowsza historiografia niemiecka (1886)
- O materiałach do dziejów Polski wieku XVI i XVII (1886)
- Stosunek włoskiej literatury politycznej do polskiej w XVI wieku (1888)[12]
- Upadek polityczny i utrata niepodległości Włoch w epoce Odrodzenia (1889)[13]
- Rzym i Europa przed rozpoczęciem trzeciego okresu soboru trydenckiego (1890)[14]
- Leon XIII wobec prądów współczesnych (1893)
- Papiestwo wobec upadku Polski (1893)[15]
- Rosya a rewolucja francuska (1896)[16]
- Tajna misja Ukraińca w Berlinie (1896)[17]
- U zarania stuleci (1903)
- Ostatni wielki mistrz zakonu niemieckiego (1925)[18]
- Źródła do dziejów drugiego i trzeciego rozbioru Polski, t. I, Lwów 1902[19]
- Misja Ignacego Potockiego w Berlinie w 1792 roku[20], Lwów 1939